# Falkwiller
Falkwiller je francouzská obec v departementu Haut-Rhin v regionu Grand Est. V roce 2018 zde žilo 194 obyvatel.

## Poloha obce
Sousední obce jsou: Balschwiller, Buethwiller, Gildwiller, Guevenatten, Hecken a Traubach-le-Haut.

## Vývoj počtu obyvatel
Počet obyvatel